# Звездасти анис
Звездасти анис (llicium verum) је зимзелени жбун или омање дрво из североисточног Вијетнама и југозападне Кине. Као зачин користи се омотач плодова, мешкова који су спојени у звездасту форму. Назива се звездсати анис или кинески анис јер арома подсећа на наш анис (Pimpinella anisum).  Етарско уље звездастог аниса се користи у кувању, за израду парфема, сапуна, зубне пасте, течности за уста и крема за кожу. Око 90% светских усева звездастог аниса се користи за изоловање шикиминске киселине која је сировина за оселтамивир

## Номенклатура
Illicium потиче од латинског illicio , што значи "намамити". У Персијском, анис се зове بادیان bādiyān, одакле је француски назив badiane.

## Употреба

### У кулинарству
Звездасти анис садржи анетол, исти састојак, који даје укус и мирис  анису. Однедавно, звездасти анис је чврсто ушао у употребу на Западу као зачин, јефтинија замена за анис, као и у производњи алкохолних пића, пре свега ликера Галиано.
Такође се користи у производњи самбуке, пастиса и многих врста апсинта. Анис побољшава укус меса. Користи се као зачин у припреми бириани и масала свих крајева Индијског потконтинента. Раширен је у кинеској и у индијској кухињи , у малајском и индонежанском кулинарству. Гаји се за комерцијалну употребу у Кини, Индији и већини других земаља у Азији. Звездасти анис је састојак традиционалне мешавине пет зачина кинеске кухиње. Он је такође главни састојак у стварању phở, а вијетнамске супе са резанцима.Такође се користи у француским рецептима за кувано вино. Ако се дода у кафу продубљује и обогаћује укус.

### Лековита својства
Зв. анис је главни извор хемијског једињења шикиминске киселине, основног прекурзора у синтези лека против грипа - оселтамивир (Тамифлу).  Премда шикиминску киселину продукује већина аутотрофних организама, звздасти анис је главни индустријски извор. 2005. године, дошло је до привремене несташице звездастог аниса због повећаних потреба за производњом лека "Тамифлу". Касније те године, откривена је метода за добијање шикиминске киселине помоћу бактерија. Рош, данас добија део сировина ферментацијом помоћу, Ешерихије коли бактерије. 2009. када је избила епидемија свињског грипа дошло је до нове несташице, а цене су подивљале, јер су широм света прављене залихе Тамифлуа.
Звездасти анис се гаји у четири кинеске провинције и сакупља у марту-мају. Шикиминска киселина се изолује из семена у 10 фаза, у процесу производње који траје годину дана. 
У традиционалној кинеској медицини, зв. анис се сматра биљком која греје и покреће и користи се да помогне у ублажавању задржавања хладноће у телу.
Јапански звездасти анис (Illicium anisatum) је слична дрвенаста врста, веома токсична и нејестива. У Јапану је коришћена за спаљивање као тамјан. Сматра се да су случајеви болести и неуролошких проблема након коришћења чаја од звездастог аниса, у ствари резултат намерног економски мотивисаног фалсификовања са овом врстом. Јапански звезда анис садржи anisatin, који изазива јаку упалу бубрега, мокраћних путева и органа за варење. Токсичност I. anisatum, такође познатоg i као šikimi, резултат је присуства снажног неуротоксина anisatinа, neoanisatinа, и pseudoanisatinа, који су некомпетативни антагонисти ГАБА рецептора.

## Стандардизација
- ИСО 676:1995 - садржи информације о номенклатури сорте[8]

### Идентификација
- је дефинисана у 4-ом издању Европске Фармакопеје [1153].